# Внори-Кужеле
Внори-Кужеле (пол. Wnory-Kużele) — село в Польщі, у гміні Кобилін-Божими Високомазовецького повіту Підляського воєводства.
Населення — 105 осіб (2011).
У 1975-1998 роках село належало до Ломжинського воєводства.

## Демографія
Демографічна структура станом на 31 березня 2011 року:
|          | Загалом | Допрацездатний вік | Працездатний вік | Постпрацездатний вік |
| -------- | ------- | ------------------ | ---------------- | -------------------- |
| Чоловіки | 54      | 13                 | 35               | 6                    |
| Жінки    | 51      | 14                 | 21               | 16                   |
| Разом    | 105     | 27                 | 56               | 22                   |